# Алладін і його чарівна лампа
«Аладдін і його чарівна лампа» (англ. Aladdin and His Wonderful Lamp) — перший телефільм американського режисера Тіма Бертона. Частина телесеріалу (1 епізод 5 сезону) «Faerie Tale Theatre», знятого на замовлення каналу CBS / Fox. Був показаний лише один разу 14 липня 1986 року, після чого в прокат не виходив. 

## У ролях
- Шеллі Дювалл — Казкарка
- Роберт Керрадайн — Аладдін
- Валері Бертінеллі — Принцеса Сабріна
- Леонард Німой — Злий марокканський чаклун
- Джеймс Ерл Джонс — Джин

## Сюжет
Дослівний переказ відомої казки 1001 ночі. Аладдін – вуличний хлопчисько, живе в бідних кварталах Багдада з матір'ю. Одного разу в місто прибуває злий чаклун, який, видаючи себе за брата покійного батька Аладдіна, за допомогою хлопчика хоче добути чарівну лампу з заточеним в ній Джином...

## Факти
- Довгий час фільм вважався втраченим. Деякий час навіть кінодовідник IMDb ігнорував його існування, до тих пір, поки фільм не був випущений на DVD.

- Джеймс Ерл Джонс, який грає Джина, більш відомий як голос Дарта Вейдера з кіноепопеї «Зоряні війни» і Короля Муфаси з мультфільму «Король Лев».

- Леонард Німой, який виконував роль марокканського чаклуна, більш відомий глядачеві за роллю помічника капітана Спока в фантастичному серіалі «Зоряний Шлях

- За зізнанням режисера Тіма Бертона, «усе знімалося на відеоплівку одночасно трьома камерами, у результаті велика частина роботи мала вигляд дуже поганого шоу в Лас-Вегасі».

- Привиди, що з'являються на стінах Чарівної печери, з'являються також в якості відображень, які відкидає лампа, що обертається, у фільмі «Сонна лощина».

- Підставка на якій стоїть Чарівна лампа в Чарівній печері багато в чому повторена в дизайні фонтану в мультиплікаційному фільмі «Жах перед Різдвом», у якому Бертон виступав і в якості дизайнера персонажів